# Plages de Marseille

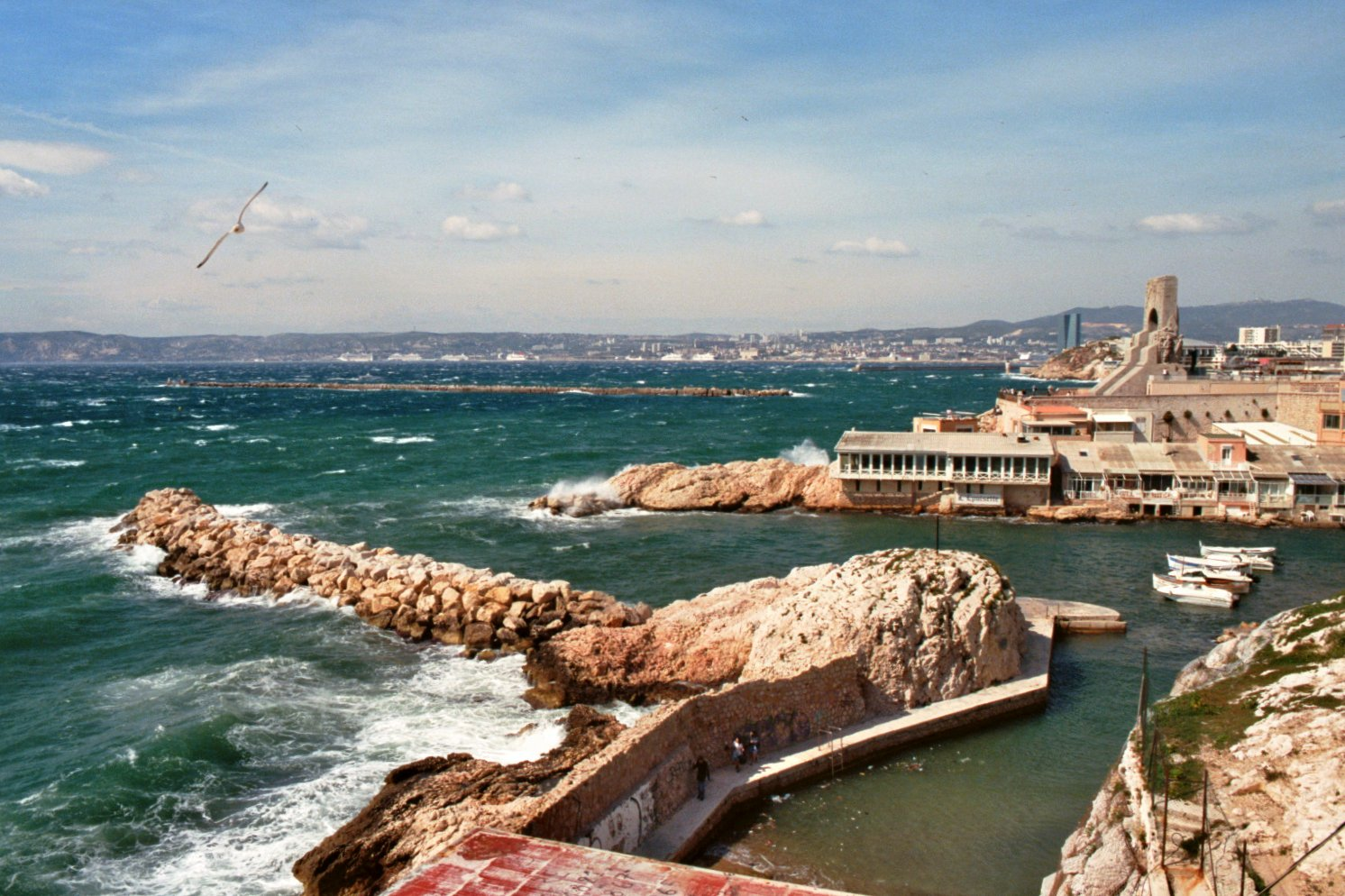
Une plage de Marseille

Cet article dresse une liste des plages de Marseille (Bouches-du-Rhône). Du nord au sud, les plages de Marseille sont les suivantes :
- Plages de Corbière, dans le quartier des Riaux : plage du Fortin (galets), plage de la Lave (sable), plage de la Batterie (sable)
- Plage des Catalans (sable), à l'ouest du quartier du Pharo
- Plage de Saint-Estève, dans la calanque homonyme, sur la côte sud de l'île Ratonneau dans les Îles du Frioul
- Plage du Prophète
- Plages du Prado : Plage du Grand Roucas (Prado Nord), Plage de David (Prado Sud)
- Plage de l'Huveaune (Épluchures Beach)
- Plage Borély
- Plage Bonneveine
- Plage de La Vieille Chapelle
- Plage de la Pointe Rouge
- Plage du Bain des Dames
- Plage de l'Abricotier
- Plage de l'Anse des Sablettes
- Plage de la Verrerie
- Plage de la Maronaise

Dans les calanques :
- Plage de Sormiou
- Plage de Morgiou
- Plage d'En Vau